# Eduardo Riquelme Portilla
Eduardo Enrique Riquelme Portilla (Santiago, 18 de octubre de 1975) es un abogado, funcionario y político chileno, militante de Renovación Nacional (RN). Entre marzo de 2018 y julio de 2019 se desempeñó como subsecretario de Pesca y Acuicultura en la segunda administración del presidente Sebastián Piñera.

## Familia y estudios
Es hijo de Carlos Enrique Riquelme Quiróz y Margarita Patricia Portilla Díaz. Realizó sus estudios superiores en la carrera de derecho de la Universidad de Navarra (España), y luego cursó un doctorado en derecho, en esa misma casa de estudios.
Es casado y padre de un hijo.

## Carrera profesional
En su carrera profesional ha ejercido la abogacía por más de 20 años en distintos estudios jurídicos, donde se ha especializado en el área de Derecho Penal. Autor de los libros "El Cohecho Parlamentario"(Madrid, Aranzadi, 2019), "La ética del político" ( Madrid, Reus, 2023), entre otras publicaciones. Se desempeñó como defensor público y como abogado de la Municipalidad de Viña del Mar.
Ha sido profesor de derecho penal en la Universidad del Desarrollo, y de derecho procesal penal en la Universidad Adolfo Ibáñez (UAI) y presentado ponencias académicas en instituciones chilenas y extranjeras. Actualmente es académico de la Facultad de Derecho de la Universidad Católica .

## Carrera política
Es militante de Renovación Nacional (RN), partido del cual fue vicepresidente en dos períodos.
Durante el primer gobierno de Sebastián Piñera se desempeñó como jefe de la División de Relaciones Políticas del Ministerio Secretaría General de la Presidencia (Segpres) y como jefe de Gabinete en el Ministerio de Defensa Nacional (2010-2014).
El 11 de marzo de 2018 fue designado por el presidente Piñera como subsecretario de Pesca y Acuicultura. Durante su gestión, se encargó de trabajar y promover el avance de la llamada “Ley Corta de Pesca”, que tiene como principal característica la modificación de las condiciones para las licencias de pesca del sector industrial. De igual forma, se preocupó de recoger las inquietudes de diversos sectores de la actividad que permitan caminar hacia una “Ley Larga de Pesca”.[cita requerida]
El 10 de julio de 2019 presentó su renuncia al cargo por «razones personales asociadas a proyectos académicos», siendo sucedido al día siguiente por Román Zelaya.
Desde el 12 de septiembre de 2019 es miembro del Consejo de Alta Dirección Pública, Servicio Civil (Ministerio de Hacienda).